# Szingapúr az 1968. évi nyári olimpiai játékokon
Szingapúr a mexikói Mexikóvárosban megrendezett 1968. évi nyári olimpiai játékok egyik részt vevő nemzete volt. Az országot az olimpián 3 sportágban 4 sportoló képviselte, akik érmet nem szereztek.

## Atlétika
Férfi
| Versenyző           | Versenyszám | Előfutam | Előfutam | Előfutam | Negyeddöntő | Negyeddöntő | Negyeddöntő | Elődöntő | Elődöntő | Elődöntő | Döntő   | Döntő    |
| Versenyző           | Versenyszám | Idő      | Hely.    | Össz.    | Idő         | Hely.       | Össz.       | Idő      | Hely.    | Össz.    | Idő     | Helyezés |
| ------------------- | ----------- | -------- | -------- | -------- | ----------- | ----------- | ----------- | -------- | -------- | -------- | ------- | -------- |
| Canagasabai Kunalan | 100 m       | 10,47    | 3.       | 26.*     | 10,38       | 7.          | 22.**       | kiesett  | kiesett  | kiesett  | kiesett | kiesett  |
| Canagasabai Kunalan | 200 m       | 21,39    | 7.       | 36.      | kiesett     | kiesett     | kiesett     | kiesett  | kiesett  | kiesett  | kiesett | kiesett  |

* - egy másik versenyzővel azonos időt ért el

** - két másik versenyzővel azonos időt ért el

## Sportlövészet
Nyílt
| Versenyző    | Versenyszám          | Pont | Helyezés |
| ------------ | -------------------- | ---- | -------- |
| Loh Kok Heng | Gyorstüzelő pisztoly | 566  | 46.      |
| Loh Kok Heng | Szabadpisztoly       | 499  | 66.      |

## Súlyemelés
| Versenyző      | Versenyszám | Nyomás                   | Nyomás                   | Szakítás | Szakítás | Lökés    | Lökés    | Összesen | Helyezés |
| Versenyző      | Versenyszám | Eredmény                 | Helyezés                 | Eredmény | Helyezés | Eredmény | Helyezés | Összesen | Helyezés |
| -------------- | ----------- | ------------------------ | ------------------------ | -------- | -------- | -------- | -------- | -------- | -------- |
| Tung Chye Hong | 56 kg       | 92,5                     | 13.                      | 87,5     | 13.      | 122,5    | 11.      | 302,5    | 12.      |
| Chua Phung Kim | 60 kg       | érvényes kísérlet nélkül | érvényes kísérlet nélkül | kiesett  | kiesett  | kiesett  | kiesett  | kiesett  | kiesett  |